# Aconias ruficoxalis
Aconias ruficoxalis là một loài tò vò trong họ Ichneumonidae.